# KC 85
KC 85 (KC означає нім. KleinComputer - малий/компактний комп'ютер) - серія 8-розрядних мікрокомп'ютерів, які випускали в Східній Німеччині, спочатку 1984 року підприємство Robotron, потім - VEB Mikroelektronik. Працювали на процесорі U880 (східнонімецький клон Zilog Z80) на частоті 1,75 або 2 МГц.
У серії KC 85 було дві різні лінійки машин:
- KC 85/2, KC 85/3, KC 85/4
- Robotron KC 85/1 (проєкт Z9001), Robotron KC 87

Ці дві лінійки були схожі лише використовуваним процесором та назвою. Однак пізніше обидві лінійки зведено до сумісності за мовою BASIC і форматом запису на магнітну стрічку.

## KC 85/2..4
Ці моделі виготовляли на VEB Mikroelektronik Mühlhausen. Всі моделі лінійки мали системний блок із індикаторами та з'єднувачами на передній панелі та зовнішню клавіатуру.
- KC 85/2 - 16 КБ ОЗП; ППЗ включає лише великі букви і не містить BASIC, але його можна завантажити з магнітофона.
- KC 85/3 - ПЗП включає інтерпретатор BASIC.
- KC 85/4 - 64 КБ ОЗП, а також 40 КБ графічного ОЗП.

Машини працювали під керуванням операційної системи CAOS. При підключенні дисковода використовувалася ОС MicroDOS (варіант CP/M).

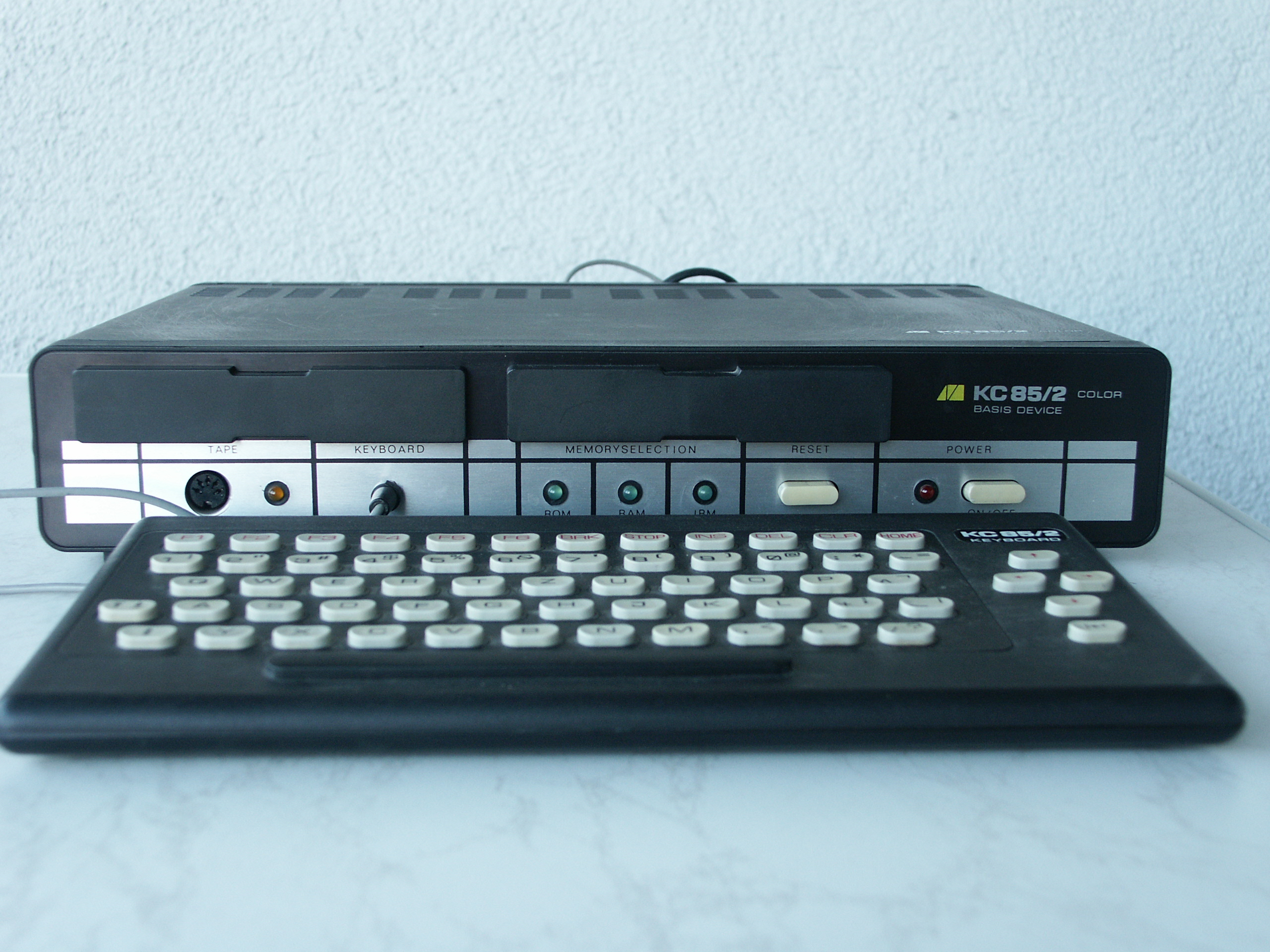
KC 85/2
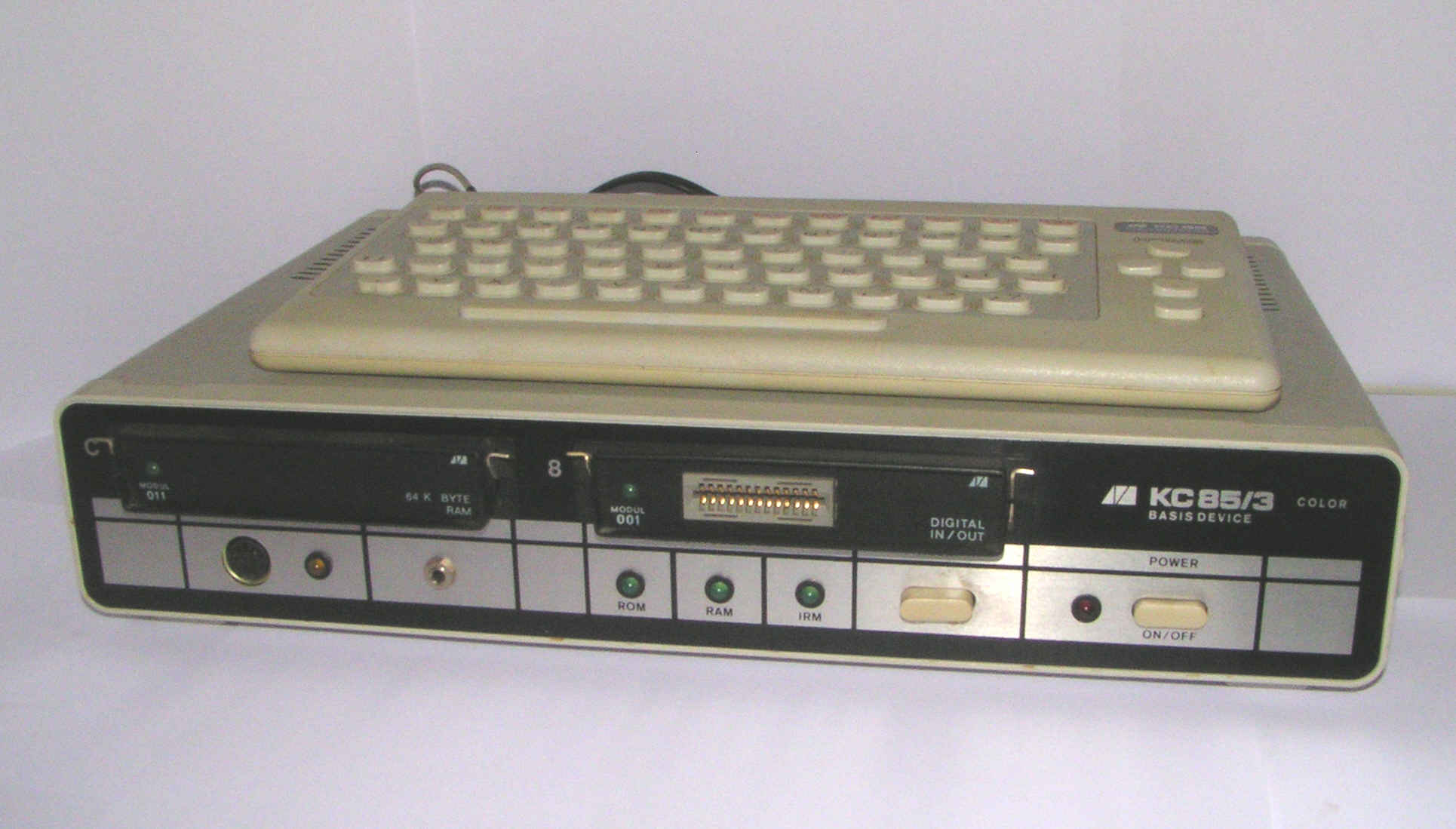
KC 85/3
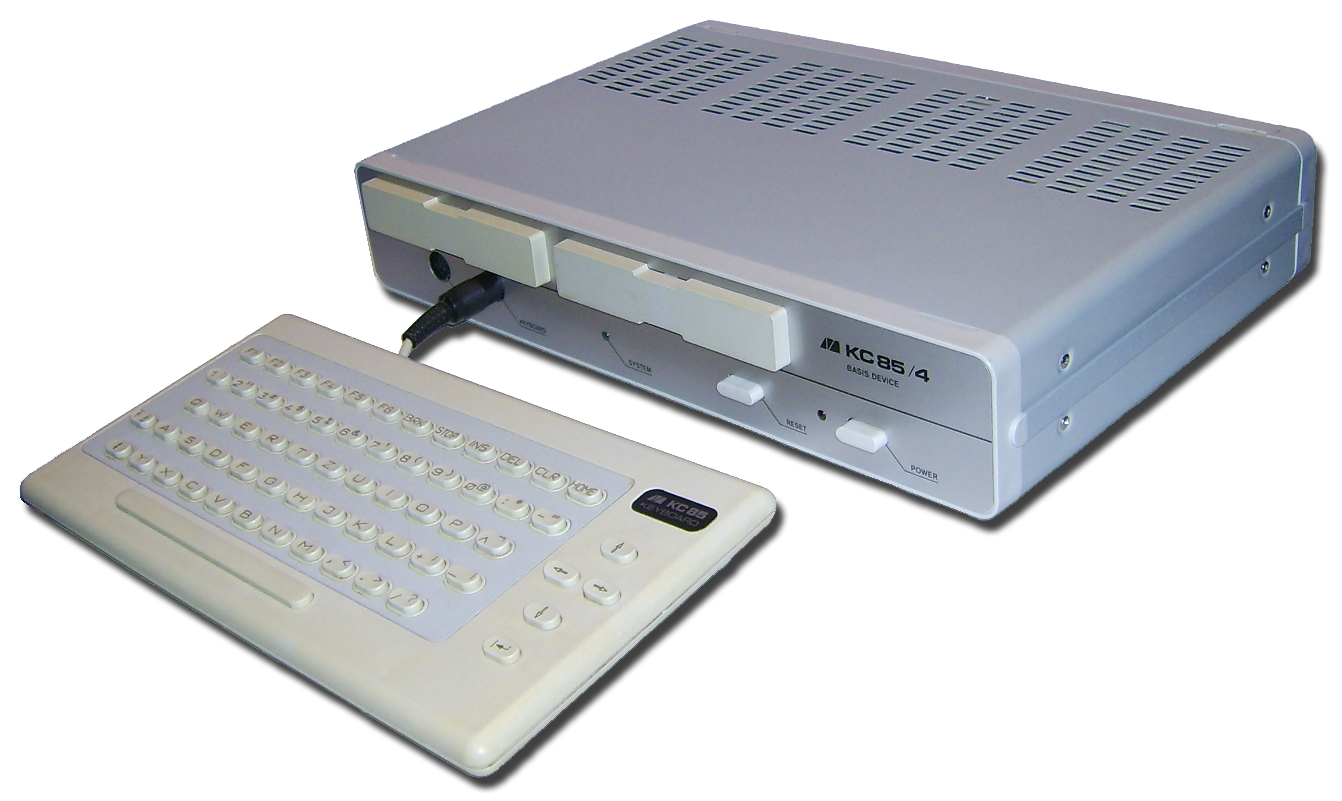
KC 85/4

Технічні характеристики
- Процесор: U880D на частоті 1,75 МГц
- Пам'ять:
  - ОЗП: 32 КБ або 64 КБ, розширювана до 4 МБ
  - ППЗ: 16 КБ чи 20 КБ
- Відеорежими:
  - Текстовий 40x32 символів
  - Графічний 320x256 пікселів

## KC 85/1 та KC 87
Проєкт Z9001 розроблено в Robotron і випущено 1984 року під назвою Robotron KC 85/1. Це комп'ютер у формі моноблока, системний блок об'єднано з клавіатурою, виконаною в стилі калькулятора: металева пластина з написами, в яку вставлено невеликі пластикові клавіші дуже незручні для набору.
Robotron KC 87 – покращений варіант KC 85/1, з мовою BASIC у ППЗ. Випускався від 1986 року.

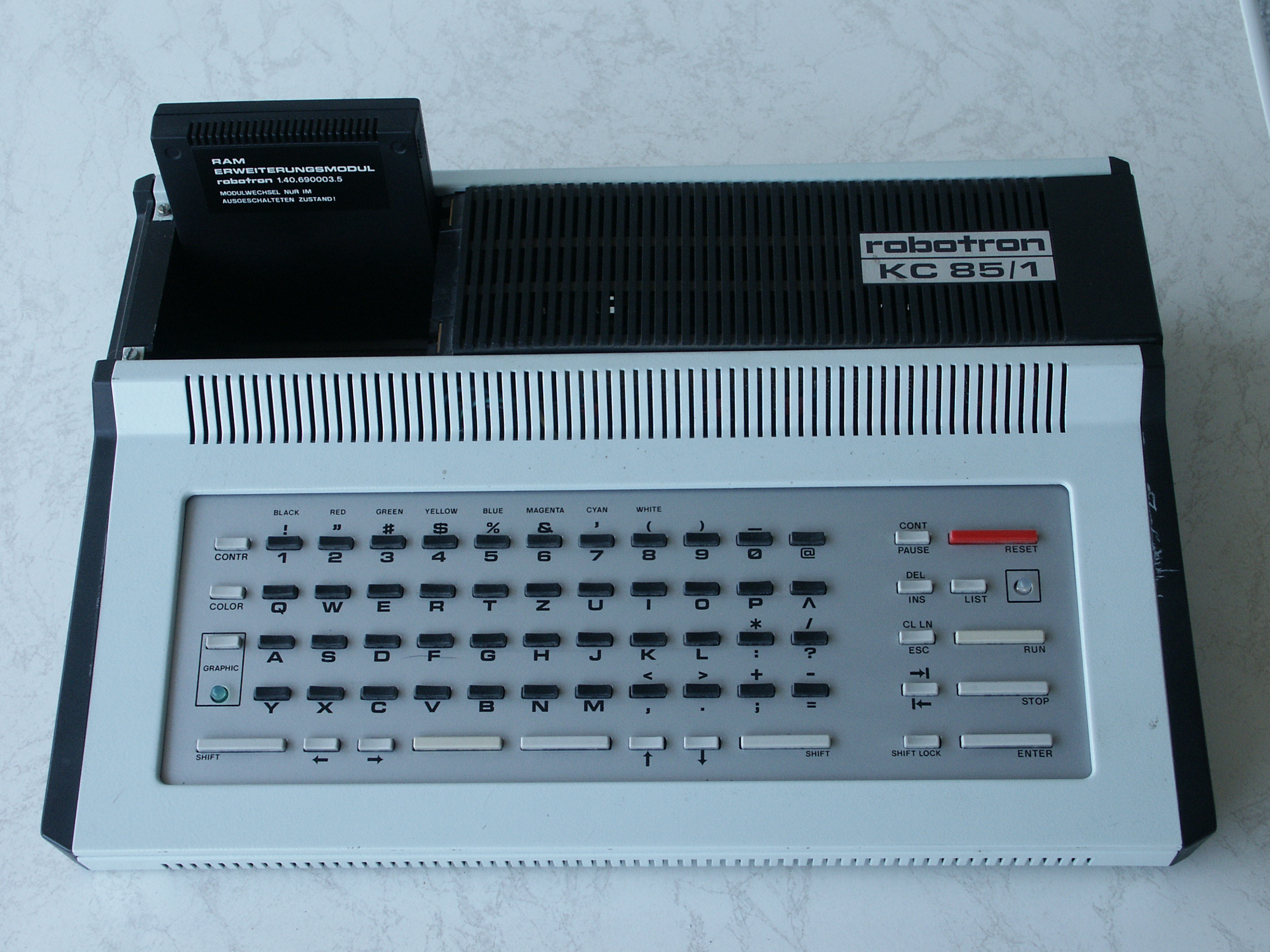
Robotron KC 85/1
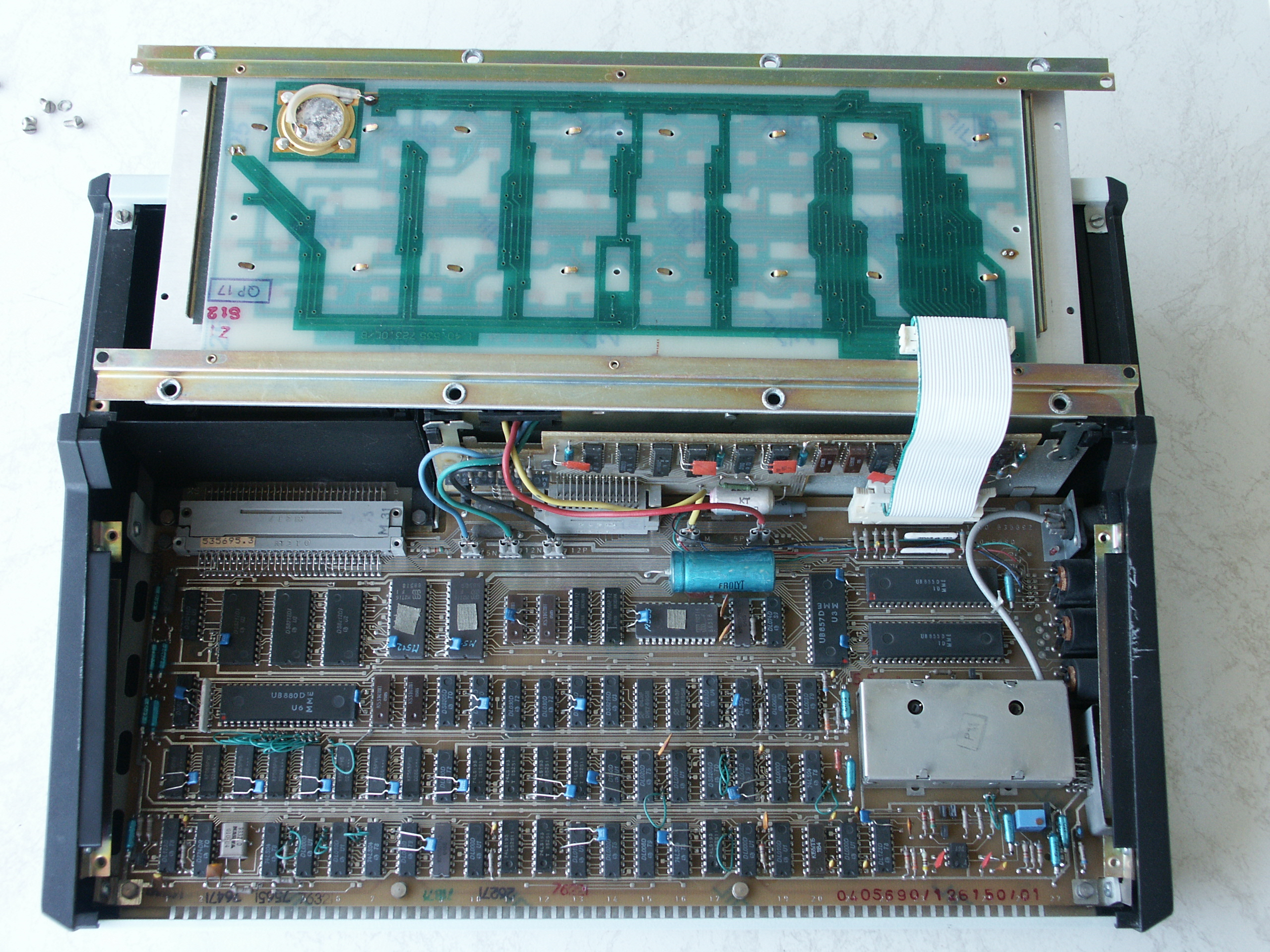
KC 85/1 усередині
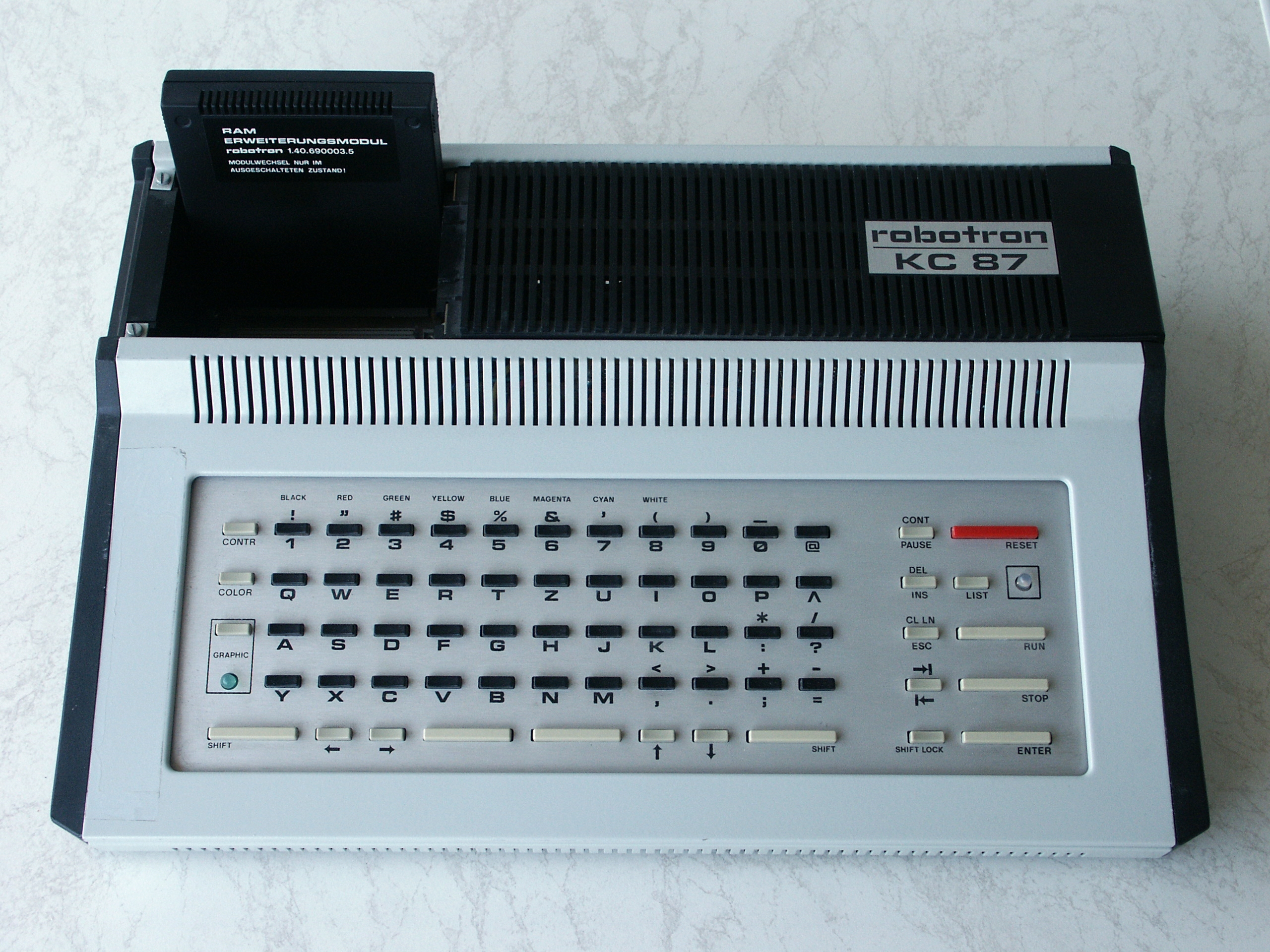
Robotron KC 87
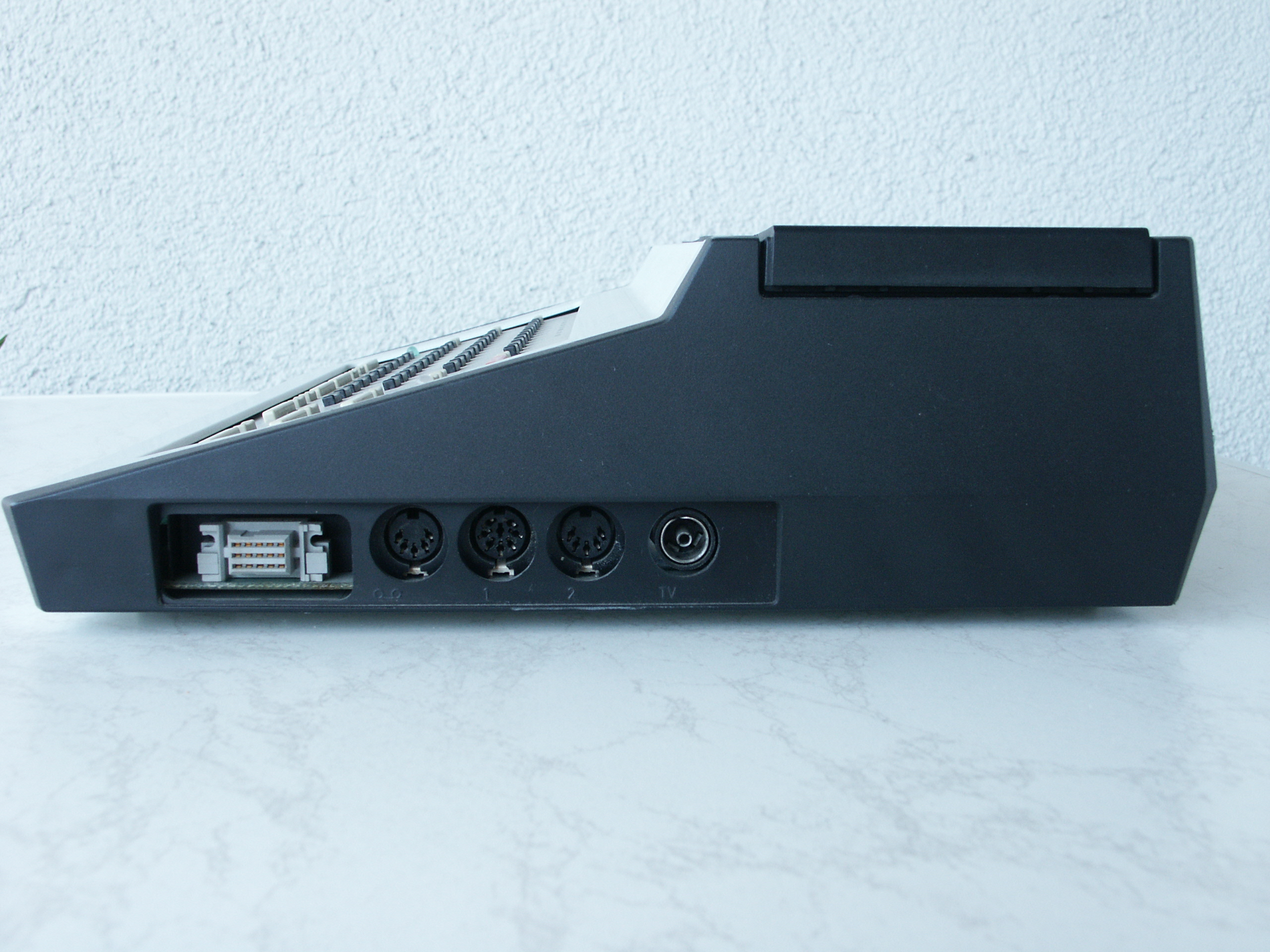
KC 87 збоку

Технічні характеристики
- Процесор: U880D на частоті 1,75 МГц
- Пам'ять:
  - ППЗ: 4 КБ ОС + 2 КБ знакогенератора[en] + 10 КБ BASIC (тільки KC 87)
  - ОЗП: 17 КБ (доступно 16 КБ, розширюється до 64 КБ) + 2 КБ відеопам'ять
- Відеорежими:
  - Чорно-білий текстовий режим 40×24 або 40×20 символів
  - Кольоровий текстовий режим доступний при підключенні модуля розширення; у моделі KC 87.31 це розширення вбудовано
- Інтерфейси:
  - Чорно-білий вихід на телевізор із ВЧ-модулятором
  - DIN-з'єднувач магнітофона
  - DIN-з'єднувач введення-виведення
  - 2 з'єднувачі джойстиків
  - 4 слоти під модулі розширення